# Coco d'Or 3
Coco d'Or 3(ココドール・スリー)は日本の女性歌手島袋寛子(hiro)のジャズプロジェクトCoco d'Orの3枚目のアルバム。

## 解説
- 2011年3月9日にSONIC GROOVEよりリリースされた。
- CD+DVD、CDの2形態でのリリース。
- 全曲のアレンジをデイビッド・マシューズが手がけている。
- 前作までのメインプロデューサー・COLDFEETはサウンド面のサポートに回っている(ただし、歌詞カードにはプロデュースと記載)。
- もともと2008年にプロジェクトが始動し同年内にはレコーディング等も終了していたが、SPEEDの再結成によりリリースが見送られていた。そのため本人の意向で半数以上の曲がレコーディングしなおされている。

## 収録曲
| CD  |                                        |
| #   | タイトル                               |
| 1   | Unforgettable                          |
| 2   | Don't Know Why                         |
| 3   | Candy                                  |
| 4   | Satin Doll                             |
| 5   | Alfie                                  |
| 6   | CARNIVAL                               |
| 7   | How crazy are you?                     |
| 8   | Tea for Two feat.blanc. (二人でお茶を) |
| 9   | Come on a my house                     |
| 10  | All of me                              |
| 11  | Over the rainbow                       |
| 12  | The Christmas Song(bonus track)        |
| DVD |                                        |
| 1   | Alfie(music clip)                      |
| 2   | Alfie(off shot)                        |

## 商品規格
- CD+DVD:AVCD-16227 ￥3,800
- CD:AVCD-16228 ￥3,000